# 南方鱷科
南方鱷科（Notosuchidae）是中真鱷類的一科，是群小型、陸生動物，生存於白堊紀晚期的南方各大陸。

## 屬
- 南方鱷（Notosuchus）：生存於康尼亞克階到桑托階的阿根廷。[1]
- 馬里利亞鱷（Mariliasuchus）：生存於土侖階到桑托階的巴西。[2]